# آرتیان
آرتیان نام روستایی از توابع بخش مرکزی شهرستان درگز استان خراسان رضوی ایران است. این روستا در دهستان تکاب قرار داشته و بر اساس سرشماری سال ۱۳۸۵ جمعیت آن (۱۰۰خانوار) ۴۰۸نفر بوده‌است.

## باستان‌شناسی
- تپه آرتیان